# 厄施河
47°14′09″N 7°39′25″E / 47.23591745°N 7.65686989°E

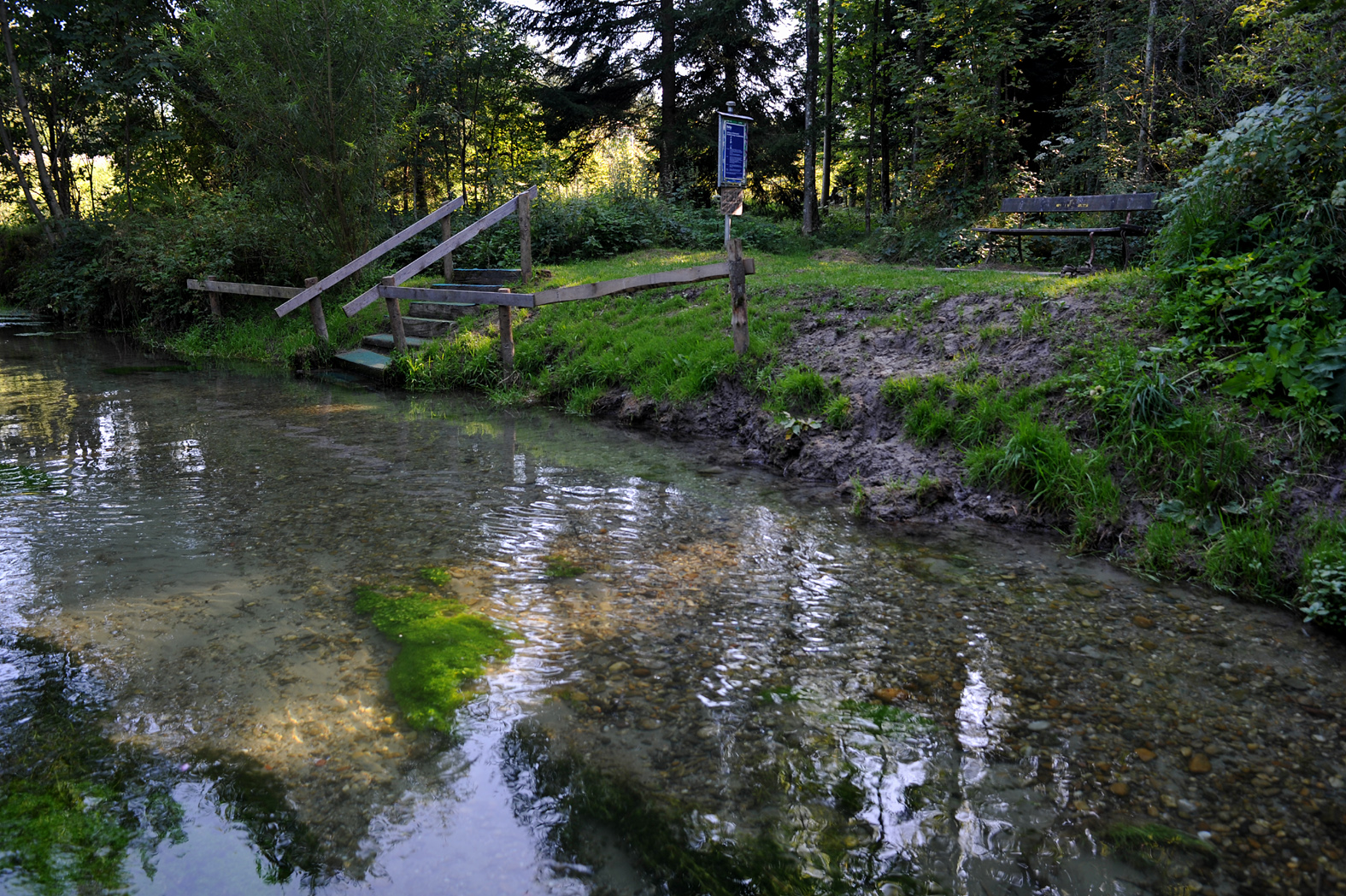

厄施河是瑞士的河流，位於該國中西部，流經伯恩州和索洛圖恩州，屬於阿勒河的右支流，河道全長28公里，流域面積85平方公里，發源自布格多夫東北面，河口處在阿勒河畔旺根。